# Hajdú-Bihar
Hajdú-Bihar is een comitaat in het oosten van Hongarije. De hoofdstad is Debrecen. Het comitaat heeft 341.964 (2001) inwoners.

## Geografie
Het comitaat ligt in het oosten tegen de grens van het Roemeense district Bihor. Verder grenst het aan de Hongaarse comitaten Szabolcs-Szatmár-Bereg in het noorden, Borsod-Abaúj-Zemplén in het noordwesten, Jász-Nagykun-Szolnok in het westen en Békés in het zuiden. Samen met Bihor in Roemenië werkt het samen in de Biharia Euroregio en de grotere Karpaten Euregio.
Het grootste deel van Hajdú-Bihar is volledig vlak en behoort tot de Grote Hongaarse Laagvlakte. Het hoogste punt is 170,5 meter in het noorden en in het zuiden ligt met 85 meter het laagste punt van Hajdú-Bihar. Het landschap van het comitaat vormt verder geen geografische eenheid, omdat het meerdere kenmerken met omringende gebieden deelt. In het noordoosten komen de zandheuvels van Nyírség over de grens met Szabolcs-Szatmár-Bereg en in het westen ligt het grootste deel van het Nationaal Park Hortobágy, wat deel uitmaakt van de Puszta, een uitgebreid en vlak graslandschap.
In het uiterste noordwesten, op de grens met Borsod-Abaúj-Zemplén stroomt de rivier de Tisza, in het zuiden stroomt de rivier de Berretyo en in het uiterste zuidoosten, op de grens met Békés de rivier de Snelle Körös.

## Geschiedenis
Het huidige comitaat Hajdu-Bihar werd gevormd in 1950, het was een samenvoeging van twee voorlopers. Bihar was een van de oudste comitaten van Hongarije en stamt uit de twaalfde eeuw. Na de Eerste Wereldoorlog, als gevolg van het Verdrag van Trianon in 1920 kwam Bihar voor 75% bij Roemenië om daar het district Bihor te gaan vormen. Het overgebleven kleinere Hongaarse deel bleef een comitaat met als hoofdstad Berettyóújfalu. 
Hajdu werd in 1876 gevormd uit de streek Hajdu die tot dan toe had behoord tot het comitaat Szabolcs en delen van het comitaat Bihar.  
In 1950 werd het overgebleven Hongaarse deel van Bihar, samengevoegd met het comitaat Hajdu en werd Debrecen, de hoofdstad van Hajdú tevens de hoofdstad van het nieuwe Hajdú-Bihar.

## Kistérségek (deelgebieden)
| - Balmazújváros - Berettyóújfalu - Debrecen - Derecske-Létavértes - Hajdúböszörmény |  | - Hajdúhadház - Hajdúszoboszló - Polgár - Püspökladány |

## Steden en dorpen

### Stad met comitaatsrecht
- Debrecen

### Andere steden
(gesorteerd naar bevolkingsomvang, volgens de census van 2001)
| - Hajdúböszörmény (32.228) |  | - Nádudvar (9.213)    |  | - Tiszacsege (5.003)     |  |
| - Hajdúszoboszló (23.695)  |  | - Polgár (8.418)      |  | - Földes (4.382)         |  |
| - Balmazújváros (18.615)   |  | - Nyíradony (7.893)   |  | - Biharkeresztes (4.273) |  |
| - Hajdúnánás (18.185)      |  | - Létavértes (7.218)  |  | - Nyírábrány (3.973)     |  |
| - Berettyóújfalu (16.227)  |  | - Kaba (6.446)        |  | - Sárrétudvari (3.049)   |  |
| - Püspökladány (16.126)    |  | - Téglás (6.338)      |  | - Pocsaj (2.732)         |  |
| - Hajdúhadház (13.001)     |  | - Komádi (6.143)      |  | - Bagamér (2.454)        |  |
| - Hajdúsámson (10.946)     |  | - Egyek (5.620)       |  | - Csökmő (2.188)         |  |
| - Hajdúdorog (9.595)       |  | - Hosszúpályi (5.525) |  |                          |  |
| - Derecske (9.285)         |  | - Vámospércs (5.497)  |  |                          |  |

### Dorpen
| - Álmosd          |  | - Darvas      |  | - Hortobágy      |  | - Nagyhegyes      |  | - Told           |  |
| - Ártánd          |  | - Ebes        |  | - Kismarja       |  | - Nagykereki      |  | - Újiráz         |  |
| - Bakonszeg       |  | - Esztár      |  | - Kokad          |  | - Nyíracsád       |  | - Újléta         |  |
| - Báránd          |  | - Folyás      |  | - Konyár         |  | - Nyírmártonfalva |  | - Újszentmargita |  |
| - Bedő            |  | - Furta       |  | - Körösszakál    |  | - Sáránd          |  | - Újtikos        |  |
| - Berekböszörmény |  | - Fülöp       |  | - Körösszegapáti |  | - Sáp             |  | - Váncsod        |  |
| - Bihardancsháza  |  | - Gáborján    |  | - Magyarhomorog  |  | - Szentpéterszeg  |  | - Vekerd         |  |
| - Biharnagybajom  |  | - Görbeháza   |  | - Mezőpeterd     |  | - Szerep          |  | - Zsáka          |  |
| - Bihartorda      |  | - Hajdúbagos  |  | - Mezősas        |  | - Tetétlen        |  | - Nagyrábé       |  |
| - Bocskaikert     |  | - Hajdúszovát |  | - Mikepércs      |  | - Tépe            |  |                  |  |
| - Bojt            |  | - Hencida     |  | - Monostorpályi  |  | - Tiszagyulaháza  |  |                  |  |